# 321
321 (CCCXXI) je bilo navadno leto, ki se je po julijanskem koledarju začelo na nedeljo.

## Dogodki
- 1. januar

## Rojstva
- Valentinijan I., 65. cesar Rimskega cesarstva († 375)